# 萧东升
萧东升（1943年—），男，河北定州人，中国新闻出版工作者，曾任《中国青年》杂志社总编辑、党组书记、社长，第八届全国政协委员。